# François Ravard (producteur)
 (mai 2012).
Si vous disposez d'ouvrages ou d'articles de référence ou si vous connaissez des sites web de qualité traitant du thème abordé ici, merci de compléter l'article en donnant les références utiles à sa vérifiabilité et en les liant à la section « Notes et références ».
Pour l’article homonyme, voir François Ravard (auteur).
François Ravard est un producteur français de musique et de cinéma né le 26 avril 1957 à Paris. Il a notamment produit le groupe français Téléphone au tournant des années 1980 et Marianne Faithfull à partir de la fin des années 1990. Il a également été quelque temps producteur de cinéma et a créé son label R. Films.

## Biographie

### Enfance
Né le 26 avril 1957, place de la Nation, Paris. Fils de Nadine Milhet et Jacques Ravard.
Son père, qui fait partie de l’équipe de production de La Cantatrice chauve de Ionesco, à La Huchette, l’emmène, enfant, dans les coulisses des théâtres. Sa vocation naît là.

### Manager de Téléphone
C’est en 1975, que François Ravard rencontre Olivier Caudron dit Olive qui lui présente Jean-Louis Aubert durant les études de musicologie. Les trois jeunes adultes deviennent amis et partagent, l’année suivante (1976), l’appartement de J. Ravard avenue Frémiet, à Paris. En août 1976, après avoir écouté une émission de radio sur la naissance de la vague punk, les trois amis parlent de créer un groupe de punk avec Jean-Louis et Olive accompagnés du batteur Richard Kolinka (binôme de Jean-Louis) et du bassiste Lionel Lumbroso. Après deux répétitions dans la cave d'un ami d'Olive et Jean-Louis, Louis Bertignac, le groupe se sépare car il n'est pas parvenu à se mettre d'accord pour savoir lequel est le leader, car Jean-Louis, Olive et Lionel veulent tous trois diriger le groupe. Mais avant la séparation, le batteur a réservé un concert au Centre américain de Paris pour le 12 novembre 1976 pour le groupe. Finalement ce sera une nouvelle formation éphémère avec les quatre membres (Jean-Louis Aubert, Louis Bertignac, Richard Kolinka et Corine Marienneau) du futur groupe Téléphone qui fait sa première apparition sur scène, au Centre américain. François Ravard et Olive en assurent la promotion en graffitant sur les murs de Paris « concert rock ! ».
Quelques mois et concerts plus tard, François Ravard devient le manager du groupe. Il en est le « cinquième membre », impliqué aussi bien dans la conception et le graphisme des pochettes d’albums  (il fait appel à Jean-Baptiste Mondino, Lynn Goldsmith, Franky Boy) que dans la production des tournées.
Il choisit de faire signer Téléphone chez Pathé Marconi, où il est en contact avec Philippe Constantin, dont il apprécie la culture musicale, et qui deviendra son meilleur ami. Il se forge également une certaine vision du métier en fréquentant l’éditeur de musique Jacques Wolfsohn.
Très peu de temps après cette signature chez Pathé Marconi, en novembre 1977, Téléphone sort son premier album, qui devient disque d’or en quelques mois. Le groupe enchaîne les succès.
En 1980 François Ravard fonde les éditions « Téléphone Musique », dont il est le gérant. L'un des premiers, il investit dans la production de clips vidéos (le cinéaste britannique Julian Temple réalise les clips Argent trop cher et ça (c'est vraiment toi). Ravard affiche pour Téléphone des ambitions internationales : il signe avec Virgin UK, la maison de disques de Richard Branson, et engage un tourneur anglais pour booker les concerts en France et à l'étranger. Il en assure pour sa part la production artistique.
Son choix se tourne également vers des anglo-saxons pour la réalisation des albums : Mike Thorne, Martin Rushent, Bob Ezrin, Glyn Johns…
En 1985, à la suite de tensions internes, les quatre membres de Téléphone décident de se séparer.

### Après Téléphone
Dans les mois qui suivent, il est contacté par Bertrand de Labbey, alors responsable de la section musique chez Artmedia. François Ravard y rentre en tant qu’agent.  Il y reste un an, de 1986 à 1987, s’occupant de ses propres artistes (Jean-Louis Aubert, Rita Mitsouko - dont il est le manager sur un album : The No Comprendo), et de ceux qu'on lui confie au sein de l’agence, comme Laurent Boutonnat ou Marie Trintignant.

### Producteur de films
En 1987, François Ravard fonde sa société de production R. Films. Il produit quelques courts, et trois longs métrages : Divine Enfant de Jean-Pierre Mocky (1988), Stan The Flasher de Serge Gainsbourg (1990), La Pagaille, de Pascal Thomas (1991).
En 1994, alors qu'il partage des bureaux avec Philippe Constantin, celui-ci lui présente Marianne Faithfull. Ravard devient son impresario, à la fois manager et producteur, et encourage la chanteuse à multiplier les collaborations artistiques dans tous les domaines, théâtre, cinéma, enregistrements, tournées, lectures...
Marianne Faithfull tient ainsi le premier rôle dans Black Rider, mis en scène par Bob Wilson (musique Tom Waits). François Ravard travaille ensuite avec elle sur l’album 20th Century Blues (Kurt Weill et Bertolt Brecht) ;  s’ensuit une tournée mondiale d'un an : An Evening in the Weimar Republic. Marianne Faithfull enchaîne avec l’enregistrement de Seven Deadly Sins. Le spectacle est présenté dans de nombreux opéras à travers le monde, ainsi qu’au Salzburg Festival.
Pour l’album Vagabond Ways, François Ravard obtient la chanson de Roger Waters Flower Child. Pour l’album Kissin' Time, il fait intervenir Blur, Billy Corgan, Beck, Dave Stewart et Jarvis Cocker. De même que pour Before the Poison il est à l'initiative des contributions de PJ Harvey et Nick Cave. Il tient aussi à ce que ce soit Hal Willner qui réalise Easy Come, Easy Go (ainsi que Horses and High Heels (2011).
Au cinéma, François Ravard coproduit le documentaire Dreamin' My Dream ainsi que Live in Hollywood et incite Marianne Faithfull à tourner devant l’objectif de Patrice Chéreau (Intimité), et Sofia Coppola (Marie-Antoinette).

### Renaissance de Téléphone: les Insus
En 2015, il relance le groupe Téléphone, sans la bassiste originelle du groupe, sous le nom Les Insus. Il sera le producteur de la tournée en 2016 des Zéniths et autres salles d'une capacité similaire en France, Belgique et Suisse, des festivals d'été et des Arenas.
Le 12 novembre 2016, jour de l'anniversaire du premier concert de Téléphone, le groupe annonce sur la scène du Zénith Paris - La Villette et en direct dans le journal de 20 heures de TF1 une nouvelle et ultime tournée : le Dernier Appel, qui se terminera par deux concerts événements au stade de France.
Sorti en 16 février 2017, il produit et est à l'origine du documentaire audio Sur la route avec Les Insus, disponible en exclusivité sur Deezer.

## Discographie

### Albums avec Téléphone
- Téléphone (1977)
- Crache ton venin (1979)
- Au cœur de la nuit (1980)
- Dure Limite (1982)
- Un autre monde (1984)

### Albums avec Marianne Faithfull
- 20th Century Blues (1997)
- Weill : The Seven Deadly Sins (1998)
- Vagabond Ways (1999)
- Kissin' Time (2002)
- Before the Poison (2004)
- Live in Hollywood
- Live at the BBC (2008)
- Easy Come, Easy Go (2008)
- Horses and High Heels (2011)

### DVD musicaux avec Marianne Faithfull
- Sings Kurt Weill - Montréal Jazz Festival (1997)
- Dreaming my dreams (1999)
- Live from The Henry Fonda Theater in Hollywood (+ 1 CD) (2005)